# 趙惠蓮
趙惠蓮（韓語：조혜련，羅馬化：Cho Hae-Ryun，1970年5月29日—），韓國女藝人、主持人、搞笑藝人。

## 演出作品

### 電視劇
- 1998年：SBS《順風婦產科》飾演 趙惠蓮（客串）
- 1998年：SBS《我如何》
- 1998年：SBS《可愛先生》
- 2003年：SBS《命運的搏擊》
- 2006年：SBS《再次微笑》
- 2006年：MBC《飛越彩虹》
- 2013年：KBS《漂亮男人》飾演 警察（客串）

### 電影
- 1994年：《Tirano's Claw》
- 1998年：《Saturday,2:00 pm》（客串）
- 2004年：《南男北女》

### 綜藝
- 2005年：MBC《無限挑戰》 Ep22
- 2007年：MBC《黃金漁場之膝蓋道士》
- 2007年：KBS 2《歡樂在一起》第3季
- 2009年：MBC Drama《恐怖電影製作廠》
- 2009年：SBS《強心臟》EP9、EP47、EP48（獲得「第7任強心臟」之名譽）
- 2010年：SBS《Running Man》EP71
- 2010年：KBS2《你好》
- 2011年：SBS《Healing Camp》EP70
- 2011年：SBS《叢林的法則》
- 2014年：MBC Music《偶像本色》
- 2014年：中國江蘇衛視　《最強天團》主持人
- 2015年：MBC Drama　《蒙面歌王》EP 39

## 外部連結
- EPG （页面存档备份，存于） 
- 趙惠蓮的X（前Twitter）
- Cyworld （页面存档备份，存于）